# M74 (Groot-Brittannië)
De M74 is een autosnelweg in het Verenigd Koninkrijk, die Glasgow met Engeland verbindt.
De weg loopt van de M8 in het oosten van Glasgow naar de A74(M) en de M6 ten noorden van Carlisle. De weg is 60 km lang. De A702 verbindt Edinburgh met de M74 en de A701 verbindt de M74 met Dumfries vanaf het noorden en de A75 verbindt Dumfries vanaf het zuiden. 20 km ten noorden van Carlisle gaat de M74 over in de A74(M) en dan in de M6 en loopt verder naar Birmingham via onder andere Liverpool en Manchester.
Groot-Brittannië:
M1 · M2 · M3 · M4 · M5 · M6 · M6 Toll · M8 · M9 · M10 · M11 · M18 · M20 · M23 · M25 · M26 · M27 · M32 · M40 · M42 · M45 · M48 · M49 · M50 · M53 · M54 · M55 · M56 · M57 · M58 · M60 · M61 · M62 · M65 · M66 · M67 · M69 · M73 · M74 · M77 · M80 · M90 · M180 · M181 · M271 · M275 · M602 · M606 · M621 · M876 · M898
A1(M) · A3(M) · A38(M) · A48(M) · A57(M) · A58(M) · A64(M) · A66(M) · A74(M) · A167(M) · A194(M) · A308(M) · A329(M) · A404(M) · A601(M) · A627(M) · A823(M)
Noord-Ierland:
M1 · M2 · M3 · M5 · M12 · M22 · A8(M)